# Eulina Marcellino
Eulina Alves de Gouvêa Marcellino (Florianópolis, 15 de abril de 1900 — Curitiba, 3 de dezembro de 1972), foi uma professora e política brasileira. Foi a primeira mulher a assumir o cargo de vereadora em Florianópolis, em 1951.

## Biografia
Eulina Alves de Gouvêa nasceu em 1900. Sua mãe se chamava Argentina, e os pais dela eram uma mulher negra escravizada e um português. Se formou professora na Escola Normal em 1918, tendo atuado na área desde então. Três anos depois, em 29 de julho de 1921, casou-se em Taquaras, na atual Rancho Queimado, com Elesbão Marcellino.
Em 1931, Eulina se torna diretora do Grupo Escolar Tibúrcio de Freitas, na cidade de Urussanga, no sul de Santa Catarina. Em 1934, assume a direção da Escola Complementar anexa ao Grupo Escolar da cidade. Retorna a Grande Florianópolis ao assumir a direção do Grupo Escolar Francisco Tolentino, em São José, em 1938. Passa a trabalhar para Secretaria de Educação do Estado como auxiliar de inspeção em 1940, e em 1941, assume a direção do Grupo Escolar José Boiteux, no Estreito.
Antonieta de Barros era amiga de Eulina e a amizade das duas envolvia projetos educacionais e a política, tendo sido correligionárias no Partido Social Democrático (PSD). Junto a Antonieta e outros professores, fundou uma associação em 1947.

### Vereadora de Florianópolis
Eulina se candidatou para o legislativo municipal pelo Partido Social Democrático para as eleições de 1950, se tornando suplente. Devido a uma viagem do titular Miguel Daux, ela assume o cargo de vereadora no dia 28 de março de 1951, fato que foi citado na mídia da época por seu ineditismo. Isso torna Eulina a primeira vereadora da história de Florianópolis.
Um ano depois, em 1952, se aposentou do magistério, e em 1953 se muda para Curitiba, onde viveu até o fim da vida. Faleceu em 1972, aos 72 anos.

## Legado e recuperação histórica
Com o passar dos anos, o pioneirismo de Eulina no legislativo municipal de Florianópolis se perdeu, e por muito tempo se considerou que Olga Brasil da Luz tinha sido a primeira vereadora da cidade. Isso mudou quando a bisneta de Eulina, Binah Irê Vieira Marcellino, procurou saber mais sobre o passado da família. Binah, que é mestra em história e bacharel em arquivologia, acabou descobrindo as ligações de sua bisavó com Antonieta de Barros e entrou em contato com Jeruse Romão, biografa de Antonieta. Juntas, buscaram sobre o passado comum de ambas na educação e redescobriram a história política de Eulina.
Em março de 2023, a Câmara Municipal de Florianópolis reconheceu Eulina Marcelino como a primeira vereadora da cidade, colocando sua foto na Galeria Lilás, onde estão registradas todas as mulheres vereadoras. Eulina também recebeu postumamente a Medalha Antonieta de Barros, dada a mulheres de destaque na capital catarinense.

Uma escola de ensino fundamental em Riqueza, no oeste catarinense, leva o nome de Eulina.